# William Mansfield Clark
William Mansfield Clark (Tivoli, Nova Iorque, 17 de agosto de 1884 — Baltimore, 19 de janeiro de 1964) foi um bioquímico estadunidense. Foi professor da Universidade Johns Hopkins.
Tendo sido um pioneiro da bioquímica médica, recebeu em 1957 o Prêmio Passano.

## Publicações selecionadas
- Determination of Hydrogen Ions. Baltimore, 1920 (2. Edição 1923; 3. Edição 1928)
- Topics in Physical Chemistry 1948 (2. Edição 1952)
- Oxidation-Reduction Potentials of Organic Systems. Baltimore, 1960